# Leichtathletik-Weltmeisterschaften 2013/Teilnehmer (Tschechien)
| Gelbes Symbol für Goldmedaillen mit stilisierten Olympischen Ringen | Graues Symbol für Silbermedaillen mit stilisierten Olympischen Ringen | Braundes Symbol für Bronzemedaillen mit stilisierten Olympischen Ringen |
| ------------------------------------------------------------------- | --------------------------------------------------------------------- | ----------------------------------------------------------------------- |
| 2                                                                   | —                                                                     | 1                                                                       |

Der Leichtathletik-Verband Tschechiens stellte bei den Leichtathletik-Weltmeisterschaften 2013 in der russischen Hauptstadt Moskau 28 Teilnehmer.

## Medaillen
Mit zwei gewonnenen Gold- und einer Bronzemedaille belegte das tschechische Team Platz 10 im Medaillenspiegel.

### Medaillengewinner
| Gold - Zuzana Hejnová: 400 m Hürden - Vítězslav Veselý: Speerwurf | Bronze - Lukáš Melich: Hammerwurf |

## Ergebnisse

### Männer

#### Laufdisziplinen
| Athlet                                                               | Disziplin    | Vorlauf        | Vorlauf | Halbfinale         | Halbfinale         | Finale             | Finale             |
| Athlet                                                               | Disziplin    | Zeit           | Platz   | Zeit               | Platz              | Zeit               | Platz              |
| -------------------------------------------------------------------- | ------------ | -------------- | ------- | ------------------ | ------------------ | ------------------ | ------------------ |
| Pavel Maslák                                                         | 400 m        | 45,44 s        | 16      | 44,84 s NR         | 6                  | 44,91 s            | 5                  |
| Jan Kubista                                                          | 800 m        | 1:47,66 min    | 25      | nicht qualifiziert | nicht qualifiziert | nicht qualifiziert | nicht qualifiziert |
| Martin Mazáč                                                         | 110 m Hürden | 13,52 s        | 17      | nicht qualifiziert | nicht qualifiziert | nicht qualifiziert | nicht qualifiziert |
| Daniel Němeček Pavel Maslák Petr Lichý Jan Tesař Jan Kubista Reserve | 4 × 400 m    | 3:04,54 min SB | 19      |                    |                    | nicht qualifiziert | nicht qualifiziert |

#### Sprung/Wurf
| Athlet           | Disziplin      | Qualifikation | Qualifikation | Finale             | Finale             |
| Athlet           | Disziplin      | Weite/Höhe    | Platz         | Weite/Höhe         | Platz              |
| ---------------- | -------------- | ------------- | ------------- | ------------------ | ------------------ |
| Jaroslav Bába    | Hochsprung     | 2,26 m        | 14            | nicht qualifiziert | nicht qualifiziert |
| Michal Balner    | Stabhochsprung | NMH           | NMH           | –––                | –––                |
| Jan Kudlička     | Stabhochsprung | 5,65 m        | 1             | 5,75 m             | 7                  |
| Ladislav Prášil  | Kugelstoßen    | 20,90 m       | 2             | 20,98 m            | 5                  |
| Martin Stašek    | Kugelstoßen    | 20,04 m       | 11            | 19,10 m            | 12                 |
| Antonín Žalský   | Kugelstoßen    | 19,76 m       | 12            | 19,54 m            | 11                 |
| Lukáš Melich     | Hammerwurf     | 78,52 m       | 2             | 79,36 m            | Bronze             |
| Vítězslav Veselý | Speerwurf      | 81,51 m       | 5             | 87,17 m            | Gold               |

### Frauen

#### Laufdisziplinen
| Athletin | Disziplin    | Vorlauf        | Vorlauf | Halbfinale         | Halbfinale         | Finale             | Finale             |
| Athletin | Disziplin    | Zeit           | Platz   | Zeit               | Platz              | Zeit               | Platz              |
| --- | ------------ | -------------- | ------- | ------------------ | ------------------ | ------------------ | ------------------ |
| Kateřina Čechová                                                                                              | 100 m        | 11,67 s        | 34      | nicht qualifiziert | nicht qualifiziert | nicht qualifiziert | nicht qualifiziert |
| Lenka Masná                                                                                                   | 800 m        | 2:00,31 min SB | 13      | 1:59,56 min PB     | 5                  | 2:00,59 min        | 8                  |
| Lucie Škrobáková                                                                                              | 100 m Hürden | 13,24 s        | 24      | nicht qualifiziert | nicht qualifiziert | nicht qualifiziert | nicht qualifiziert |
| Zuzana Hejnová                                                                                                | 400 m Hürden | 55,25 s        | 5       | 53,52 s            | 1                  | 52,83 s WL NR      | Gold               |
| Denisa Rosolová                                                                                               | 400 m Hürden | 55,44 s        | 8       | 55,14 s            | 11                 | nicht qualifiziert | nicht qualifiziert |
| Anežka Drahotová                                                                                              | 20 km Gehen  |                |         |                    |                    | 1:29:05 h PB       | 7                  |
| Lucie Pelantová                                                                                               | 20 km Gehen  |                |         |                    |                    | 1:40:23 h          | 56                 |
| Denisa Rosolová Jitka Bartoničková Jana Slaninová Zuzana Hejnová Lenka Masná Reserve Sylva Škabrahová Reserve | 4 × 400 m    | 3:30,48 min    | 11      |                    |                    | nicht qualifiziert | nicht qualifiziert |

#### Sprung/Wurf
| Athlet            | Disziplin      | Qualifikation | Qualifikation | Finale             | Finale             |
| Athlet            | Disziplin      | Weite/Höhe    | Platz         | Weite/Höhe         | Platz              |
| ----------------- | -------------- | ------------- | ------------- | ------------------ | ------------------ |
| Jiřina Ptáčníková | Stabhochsprung | 4,55 m        | 1             | 4,55 m             | 8                  |
| Jana Korešová     | Weitsprung     | 6,18 m        | 26            | nicht qualifiziert | nicht qualifiziert |
| Tereza Králová    | Hammersprung   | 64,74 m       | 24            | nicht qualifiziert | nicht qualifiziert |

#### Siebenkampf
| Athletin         | Disziplin | 100 m Hürden | Hochsprung | Kugelstoßen | 200 m   | Weitsprung | Speerwurf | 800 m          | Punkte  | Platz |
| ---------------- | --------- | ------------ | ---------- | ----------- | ------- | ---------- | --------- | -------------- | ------- | ----- |
| Eliška Klučinová | Ergebnis  | 13,97 s PB   | 1,86 m PB  | 14,19 m SB  | 24,91 s | 6,12 m     | 45,76 m   | 2:12,50 min PB | 6332 NR | 7     |
| Eliška Klučinová | Punkte    | 983          | 1054       | 807         | 895     | 887        | 778       | 928            | 6332 NR | 7     |